# مجدة بنعربية
مجدة بنعربية هي سياسية مغربية، حاصلة على شهادة ماجستير في الأسواق المالية التشاركية من كلية الإدارة والاقتصاد في جامعة سيدي محمد بن عبد الله بفاس. عملت في المديرية العامة للضرائب، وانتخبت لمجلس الجماعة الحضرية لمدينة فاس لثلاث فترات متتالية، وشغلت منصب النائب الرابع لرئيس جهة فاس-مكناس. انتخبت كعضو في مجلس النواب عن القائمة الوطنية خلال الانتخابات التشريعية المغربية 2016 مع حزب العدالة والتنمية. وكانت عضو في لجنة المالية والتنمية الاقتصادية.